# Петрушевский, Боро
Боро Апостолов Петрушевский (макед. Боро Петрушевски; 1920, Куманово — апрель 1943, Горанце) — югославский македонский партизан Народно-освободительной войны, Народный герой Югославии.

## Биография
Родился в 1920 году в Куманово в бедной семье. После окончания начальной школы работал обувщиком. Состоял в рабочем движении, участвовал в забастовках, активно помогал Союзу коммунистической молодёжи Югославии. В возрасте 17 лет был арестован по обвинению в клевете на полицейского и брошен в тюрьму, откуда был отпущен спустя несколько дней. Из Куманова переехал в Скопье, где вошёл в состав рабочего движения. В 1939 году принят в Коммунистическую партию.
В апреле 1941 года избран секретарём партийной ячейки работников кожевенной промышленности. Формально значился работником кондитерской, тайно помогал партии. Болгарская полиция, проведя обыск у него дома, обнаружила печатную машинку, которую он использовал для составления незаконной агитации. В ночь с 8 на 9 сентября 1941 года полиция окружила его дом в Водно, однако Боро оказал сопротивление: одним из выстрелов он ранил полицейского, который от полученного ранения вскоре скончался. Боро сбежал с печатной машинкой от полиции и присоединился к партизанам 1-го Скопьевского партизанского отряда. В ноябре 1941 года отряд был расформирован, и Боро вернулся в Скопье, где до весны 1942 года жил на нелегальном положении. Вступив в Велесский партизанский отряд имени Димитара Влахова, Боро был зачислен в ряды НОАЮ, а во 2-м Скопьевском партизанском отряде был политруком роты.
«Папучар» (серб. Обувщик), как его прозвали партизаны, участвовал в боях за монастырь Благовещения, на Чёрной горе и за деревню Бинеч. Весной 1943 года пребывал в Косово по заданию партии. В конце апреля 1943 года, возвращаясь из Косово домой, попал в засаду близ деревни Горанце и погиб.
20 декабря 1951 посмертно награждён Орденом и званием Народного героя Югославии.